# Mastini Canavese
I Mastini Canavese sono una squadra di football americano di Ivrea.

## Dettaglio stagioni

### Tornei nazionali

#### Campionato

##### Serie A
| Stagione | regular season | regular season | regular season | regular season | regular season | regular season | playoff | playoff | playoff | playoff | playoff | playoff          | playoff          |
|          | Vin            | Par            | Per            | Tot            | PF             | PS             | Vin     | Per     | Tot     | PF      | PS      | risultato        | avversaria       |
| -------- | -------------- | -------------- | -------------- | -------------- | -------------- | -------------- | ------- | ------- | ------- | ------- | ------- | ---------------- | ---------------- |
| 1982     | 2              | 1              | 7              | 10             | 32             | 275            | -       | -       | -       | -       | -       | -                | -                |
| 1983     | 2              | 0              | 8              | 10             | 48             | 368            | -       | -       | -       | -       | -       | -                | -                |
| 1984     | 1              | 0              | 9              | 10             | 40             | 288            | -       | -       | -       | -       | -       | -                | -                |
| 1986     | 1              | 1              | 8              | 10             | 59             | 271            | -       | -       | -       | -       | -       | -                | -                |
| 1987     | 6              | 0              | 6              | 12             | 194            | 243            | 0       | 1       | 1       | 0       | 48      | Ottavi di finale | Warriors Bologna |
| Totale   | 12             | 2              | 38             | 52             | 373            | 1245           | 0       | 1       | 1       | 0       | 48      |                  |                  |

Fonte: Enciclopedia del Football - A cura di Roberto Mezzetti

##### Serie B (secondo livello)/A2/Seconda Divisione
| Stagione | regular season | regular season | regular season | regular season | regular season | regular season | playoff | playoff | playoff | playoff | playoff | playoff    | playoff         |
|          | Vin            | Par            | Per            | Tot            | PF             | PS             | Vin     | Per     | Tot     | PF      | PS      | risultato  | avversaria      |
| -------- | -------------- | -------------- | -------------- | -------------- | -------------- | -------------- | ------- | ------- | ------- | ------- | ------- | ---------- | --------------- |
| 1985     | 7              | 1              | 2              | 10             | 246            | 76             | 0       | 1       | 1       | 14      | 15      | Semifinale | Vikings Bollate |
| 1989     | 1              | 0              | 7              | 8              | 34             | 144            | -       | -       | -       | -       | -       | -          | -               |
| 2018     | 3              | 0              | 5              | 8              | 150            | 151            | -       | -       | -       | -       | -       | -          | -               |
| 2019     | 3              | 0              | 5              | 8              | 138            | 228            | 0       | 1       | 1       | 0       | 35      | Wild Card  | Mastini Verona  |
| Totale   | 14             | 1              | 19             | 34             | 568            | 599            | 0       | 2       | 2       | 14      | 50      |            |                 |

Fonte: Enciclopedia del Football - A cura di Roberto Mezzetti

##### Silver League FIF
A seguito dell'ingresso di FIDAF nel CONI questi tornei non sono considerati ufficiali.
| Stagione | regular season | regular season | regular season | regular season | regular season | regular season | playoff | playoff | playoff | playoff | playoff | playoff    | playoff                  |
|          | Vin            | Par            | Per            | Tot            | PF             | PS             | Vin     | Per     | Tot     | PF      | PS      | risultato  | avversaria               |
| -------- | -------------- | -------------- | -------------- | -------------- | -------------- | -------------- | ------- | ------- | ------- | ------- | ------- | ---------- | ------------------------ |
| 2010     | 0              | 0              | 4              | 4              | 54             | 136            | 0       | 1       | 1       | 16      | 30      | Semifinale | American Felix Molinella |
| 2011     | 4              | 0              | 2              | 6              | 62             | 67             | 0       | 1       | 1       | 6       | 28      | Silverbowl | Skorpions Varese         |
| Totale   | 4              | 0              | 6              | 10             | 116            | 203            | 0       | 2       | 2       | 22      | 58      |            |                          |

Fonte: Enciclopedia del Football - A cura di Roberto Mezzetti

##### Serie B (terzo livello)/CIF9/Terza Divisione
| Stagione | regular season | regular season | regular season | regular season | regular season | regular season | playoff | playoff | playoff | playoff | playoff | playoff              | playoff            |
|          | Vin            | Par            | Per            | Tot            | PF             | PS             | Vin     | Per     | Tot     | PF      | PS      | risultato            | avversaria         |
| -------- | -------------- | -------------- | -------------- | -------------- | -------------- | -------------- | ------- | ------- | ------- | ------- | ------- | -------------------- | ------------------ |
| 1988     | 5              | 0              | 3              | 8              | 75             | 50             | 2       | 0       | 2       | 9       | 0       | Co-Campioni          | New Boys Trento    |
| 2012     | 3              | 0              | 3              | 6              | 85             | 94             | -       | -       | -       | -       | -       | -                    | -                  |
| 2013     | 6              | 0              | 0              | 6              | 158            | 28             | 0       | 1       | 1       | 0       | 28      | Quarti di conference | Skorpions Varese   |
| 2014     | 2              | 0              | 4              | 6              | 75             | 89             | -       | -       | -       | -       | -       | -                    | -                  |
| 2015     | 2              | 0              | 4              | 6              | 59             | 125            | -       | -       | -       | -       | -       | -                    | -                  |
| 2016     | 3              | 0              | 3              | 6              | 113            | 127            | 0       | 1       | 1       | 0       | 27      | Wild card            | Knights Sant'Agata |
| 2017     | 3              | 0              | 3              | 6              | 96             | 94             | -       | -       | -       | -       | -       | -                    | -                  |
| Totale   | 24             | 0              | 20             | 44             | 651            | 612            | 2       | 2       | 4       | 9       | 55      |                      |                    |

Fonte: Enciclopedia del Football - A cura di Roberto Mezzetti

### Riepilogo fasi finali disputate
| Anno | Luogo                | Evento          | Fase del torneo      | Incontro                                    | Risultato  |
| 1985 | Ivrea                | Silverbowl      | Semifinale           | Mastini Ivrea - Vikings Bollate             | 14 - 15 ot |
| 1987 | Bologna              | Superbowl       | Ottavi di finale     | Warriors Bologna - Mastini Ivrea            | 48 - 0     |
| 1988 | Ivrea                | Serie B         | Secondo turno        | Mastini Ivrea - New Boys Trento             | 6 - 0      |
| 2010 |                      | Silver League   | Semifinale           | American Felix Molinella - Raptors Canavese | 30 - 16    |
| 2011 | Vedano Olona         | Silver League   | Silverbowl           | Raptors Canavese - Skorpions Varese         | 6 - 28     |
| 2013 |                      | CIF9            | Quarti di conference | Mastiffs Ivrea - Skorpions Varese           | 0 - 28     |
| 2016 | Sant'Agata Bolognese | Terza Divisione | Wild Card            | Knights Sant'Agata - Mastiffs Ivrea         | 27 - 0     |